# Marina Ruy Barbosa
Marina Souza Ruy Barbosa (Rio de Janeiro, 30 giugno 1995) è un'attrice brasiliana, dal 2022 con cittadinanza italiana acquisita. .

## Biografia
Figlia del fotografo Paulo Ruy Barbosa e dell'artista Gioconda de Souza, discende dall'eroe nazionale brasiliano Ruy Barbosa. Non ha invece alcun rapporto di parentela con l'autore televisivo Benedito Ruy Barbosa.
Ha ottenuto nel 2004, a soli 9 anni, il suo primo ruolo di spicco nella telenovela Começar de novo, dove ha impersonato l'angelo custode del protagonista. Dopo aver lavorato in Belissima e Sete Pecados, ha guadagnato grande fama col ruolo di Vanessa, un'adolescente ribelle, in Escrito nas estrelas. Altre prove importanti sono state quelle nelle telenovelas Amor Eterno Amor, Amor à Vida  e Império .
Nel 2015 ha dato volto per la prima volta a una donna cattiva, Malvina, nella serie Amorteamo. Sempre in quell'anno è stata la protagonista di Totalmente Demais, telenovela che è stata candidata all'Emmy. 
Nel 2017 è apparsa nel suo primo film, Sequestro Relâmpago, presentato al festival di Cannes. Sono seguite altre prove cinematografiche, tuttavia l'attrice ha continuato a lavorare soprattutto per il piccolo schermo.
Nel 2018 ha svolto il ruolo della protagonista in Deus Salve o Rei, una telenovela ambientata nell'Europa medievale.

## Omaggi
- Per  via della sua particolare avvenenza sono state create tre bambole con le sue fattezze, ispirate ai personaggi da lei interpretati in Escrito nas estrelas, Amor à vida e Amorteamo.

## Filmografia parziale

### Televisione
- Sabor da paixão (2002)
- Começar de novo (2004)
- Belíssima (2005)
- Sete pecados (2007)
- Escrito nas estrelas (2010)
- Morde & assopra (2011)
- Amor eterno amor (2012)
- Amor à vida (2013)
- Império (2014)
- Totalmente demais (2015)
- Justiça (2016)
- Deus Salve o Rei (2018)